# Asplenium macrophlebium
Asplenium macrophlebium là một loài dương xỉ trong họ Aspleniaceae. Loài này được Baker mô tả khoa học đầu tiên.